# Казимир фон Кастел-Рюденхаузен
Казимир Фридрих фон Кастел-Рюденхаузен (на немски: Casimir Friedrich 2.Fürst zu Castell-Rüdenhausen; * 10 март 1861 в Рюденхаузен; † 25 април 1933 в Рюденхаузен), от род Кастел е 2. княз на Кастел-Рюденхаузен.
Той е вторият син на граф (от 1901 г. 1. княз) Волфганг фон Кастел-Рюденхаузен (1830 – 1913) и съпругата му принцеса Емма Фердинанда Емилия фон Изенбург-Бюдинген-Бюдинген (1841 – 1926), дъщеря на княз Ернст Казимир II фон Изенбург-Бюдинген (1806 – 1861) и графиня Текла Аделхайд Юлия Луиза фон Ербах-Фюрстенау (1815 – 1874).

## Фамилия
Казимир фон Кастел-Рюденхаузен се жени на 1 септември 1905 г. в замък Мидахтен, Реден за графиня Мехтилд Коризанда Ренира Мария фон Алденбург Бентинк (* 20 декември 1877, Мидахтен; † 13 декември 1940, Рюденхаузен), дъщеря на граф Вилхелм Карл Филип Ото фон Бентинк-Валдек-Лимпург-Алденбург (1848 – 1912) и баронеса Мария Корнелия фон Хеекерен ван Васенаер (1855 – 1912). Те имат шест деца: 
- Мария Емма Агнес Виктория Елизабет Каролина Матилда фон Кастел-Рюденхаузен (* 8 март 1907, Дюселдорф; † 11 февруари 1980, Оберщауфен)
- Руперт Волфганг Вилхелм Фридрих Касимир княз фон Кастел-Рюденхаузен (* 1 юни 1910, Дюселдорф; изчезнал 28 август 1944 в Румъния; обявен за мъртъв 19 май 1951), 3. княз
- Марта Луитгарда Берта Агнес Текла Луиза Ида фон Кастел-Рюденхаузен (* 19 януари 1912; † 10 август 1924)
- Елизабет Клеа Фрида Амалия Ирмгард Емма Мария Хедвиг фон Кастел-Рюденхаузен (* 24 август 1914, Рюденхаузен; † 1 август 201, Уфинг), омъжена I. на 26 април 1939 г. в Рюденхаузен за Фридрих Волфганг фон Кастел-Рюденхаузен (* 1906; † 1940), II. на 11 януари 1947 г. в Рюденхаузен за Теодор Дювелиус (* 16 май 1916; † 6 октомври 2009)
- Зигфрид Казимир Фридрих княз фон Кастел-Рюденхаузен (* 16 февруари 1916, Рюденхаузен; † 16 ноември 2007), 4. княз, женен на 17 октомври 1946 г. в Лаубч за графиня Ирена фон Золмс-Лаубах (* 25 юни 1925; † 16 декември 2006); имат осем деца
- Унико Фридрих Хайнрих Ервайн Казимир граф фон Кастел-Рюденхаузен (* 5 август 1923, Рюденхаузен; изчезнал 19 септември 1944 близо до Рига)